# 最強名醫
《最強名醫》，為日本朝日電視台電視劇。2011年10月27日至12月15日每週四21:00 - 21:54（JST）播放。由澤村一樹主演。特別篇1於2013年6月1日播出。第二季於同時段自2013年7月11日至9月5日播出。新春特別篇（特別篇2）於2015年1月4日播出。第三季於2015年1月8日至3月5日播出。

## 演員陣容

### 主要人物
- 相良浩介：澤村一樹 飾（香港配音：陳廷軒→雷霆）

本劇主角。在東京醫療大學擁有超過3000項手術紀錄的超級醫師，曾被稱為醫療大學的「希望」，也是病人心目中的好醫生。相良辭去了東京醫療大學的工作，休息了將近一年後，在堂上綜合醫院復出。不過，這家醫院令相良看了直搖頭，因此讓他決定要盡己所能，徹底改變這家醫院。
- 森山卓：高嶋政伸 飾（香港配音：古明華→葉振聲）

堂上院長的外甥，因此被認為是醫院的下任繼承人。他亦是醫院的外科王牌，卻是個自以為是老大的「孩子王」。雖然身懷精湛醫術，但總是傲慢無比，過度自信。對於才上任第一天就獲得重用的相良，抱著敵視的眼光。
- 宮部佐知：比嘉愛未 飾（香港配音：余欣沛→詹健兒）

護士。第二季完結篇時離職，至西都大學醫院任職，第三季回堂上綜合醫院復職。喜歡相良浩介。
- 相原亞美：黑川智花 飾（香港配音：何璐怡）
- 皆川和枝：伊藤蘭 飾（香港配音：沈小蘭→梁少霞）
- 堂上環：野際陽子 飾（香港配音：林丹鳳）

堂上綜合醫院院長。一直希望能退休。

### 堂上綜合醫院

#### 外科
- 佐佐井圭：正名僕蔵（日语：正名僕蔵） 飾（香港配音：張錦江→黃啟昌）

雖然有著精湛醫術和精準判斷力，但個性難以相處，對工作也絲毫沒有責任心，也因此嚐到遭前任醫院解雇的惡果。
- 段原保：尾崎右宗（日语：尾崎右宗） 飾（香港配音：何承駿→李鎮然）

森山醫生的跟班。
- 高泉賢也：敦士（日语：敦士 (ファッションモデル)） 飾（香港配音：伍博民→陳成港）

與其他醫生保持距離的獨行俠醫生，經常被未婚妻芙美催婚。
- 千住義郎：齊藤陽一郎（日语：斉藤陽一郎） 飾（香港配音：雷霆→劉昭文）

麻醉醫師。
- 牧野茂樹：苅羽悠（日语：苅羽悠） 飾（第1季第1集、第2集）

夜班醫師。在手術時擔任相良助手，見識到相良之醫術後自嘆不如。
- 手術協助人員：田口寬子（日语：田口寬子） 飾（第1季、特別篇1）
- 手術協助人員：羽村純子（日语：羽村純子） 飾（第1季、特別篇1）
- 瀨戶晃：淺利陽介 飾（第3季）（香港配音：胡家豪）

以實習醫生身分赴任的新手外科醫生。城相大學醫學部出身。

#### 綜合診療科
- 中村惠：下宮里穂子（日语：下宮里穗子） 飾（第1季）

#### 護理人員
- 吉川瑞希：阿南敦子（日语：阿南敦子） 飾（香港配音：朱妙蘭）

護理師。
- 藤波茜：折井步 飾（特別篇）（香港配音：何寶珊）
- 松下萌：藤原令子 飾（第2季）（香港配音：何寶珊）

以上3人皆為新進護理師，由佐知負責指導。
- 田村戶紀子：宮地雅子（日语：宮地雅子） 飾（香港配音：謝潔貞→許盈）

護理長，堂上綜合醫院副院長。

#### 醫務管理者
- 桃井正一：小野武彥（日语：小野武彦） 飾（香港配音：陳永信）

事務長。對於醫院經營出現赤字相當煩惱。

### 西都大學醫院
- 仙石大吾：柴俊夫（日语：柴俊夫） 飾（第1季第7集～完結篇、特別篇）（香港配音：林保全）

西都大學醫病院消化器外科教授。森山大學時代的啟蒙恩師。
- 萩原伊知郎：三上市朗（日语：三上市朗） 飾（第1季第7集～完結篇、特別篇1）（香港配音：張炳強）
- 甲斐三郎：西之園達大（日语：西ノ園達大） 飾（第1季第7集～完結篇、特別篇）

以上2人為「仙石會」成員。
- 松田義雄：小日向文世 飾（特別篇、第2季第5集～完結篇、新春特別篇2015）（香港配音：張炳強）

西都大學醫院腦外科教授兼醫學部部長。
- 矢野倉實：伊東孝明（日语：伊東孝明） 飾（第2季第5集～完結篇）（香港配音：劉奕希）

西都大學醫院腦外科講師。松田的部下。
- 東條賢介：野村宏伸（日语：野村宏伸） 飾（第2季完結篇）（香港配音：李錦綸）

西都大學醫院心臟血管外科教授。
- 諸星貴一：篠井英介（日语：篠井英介） 飾（第2季完結篇、新春特別篇2015）（香港配音：譚炳文（第2季）、朱子聰（新春特別篇2015））

西都大學醫院消化器官外科教授。
- 望月綾子：生田智子（日语：生田智子） 飾（第2季完結篇）（香港配音：袁淑珍）

西都大學醫院手術室主任護理師。完結篇時擔任佐知的指導護理師。
- 春川太一郎：渡邊大（日语：渡辺大） 飾（新春特別篇2015）（香港配音：梁偉德）

呼吸道外科醫師，宮部的男友。其父親誠（大森博史 飾（香港配音：陳欣））及母親幸紀（深沢エミ 飾（香港配音：許盈））希望兩人能馬上結婚，因此要求宮部辭去醫院的工作。最後宮部拒絕了春川的求婚。
- 桐谷純：長谷川朝晴（日语：長谷川朝晴） 飾（新春特別篇2015）（香港配音：劉昭文）

消化道外科副教授。
- 梅屋敷隆史：川野直輝（日语：川野直輝） 飾（新春特別篇2015）（香港配音：鄧港文）
- 關友也：牧田哲也 飾（新春特別篇2015）（香港配音：李凱傑）

以上2人為參加相良讀書會的新人醫師。

### 其他
- 涉谷翔子：瀧澤沙織 飾（香港配音：黃玉娟）

SI製藥業務員，並負責收集醫藥相關的情報。與相良交情匪淺。
- 相良真希：中村友理 飾（第1季、特別篇）（香港配音：曾秀清）

相良的妻子，由於罹患罕見疾病「腹膜假性黏液瘤」而過世。
- 加瀨澤芙美→高泉芙美：遠野明日香 飾（第1季、特別篇1）（香港配音：林元春）

高泉的未婚妻→妻子。
- 奈奈（Nana）：伊藤久美子（日语：伊藤久美子） 飾（第1季第7話、特別篇、新春特別篇2015、第3季第4集～完結篇）（香港配音：魏惠娥）

夜店女公關。

### 各集登場人物
出場次數多於一集的角色會在中標明集數。

#### 第1季

##### 第1集
- 三好晉平：小濱正寬（日语：小浜正寛） 飾
- 三好昌代：舟木幸（日语：舟木幸） 飾（香港配音：雷碧娜）
- 三好寛子：黑崎莉奈 飾（香港配音：陳皓宜）
- 落合幸三：田口主将（日语：田口主將） 飾（香港配音：黃子敬）
- 落合朋子：齋藤正子 飾
- 橋本加代：望月廣子 飾

##### 第2集
- 木之內昌子：村野友美 飾
- 木之內克明：石田太郎（日语：石田太郎） 飾

##### 第3集
- 松村薰：笛木優子 飾（香港配音：曾佩儀）
- 松村信一：神尾佑（日语：神尾佑） 飾（香港配音：招世亮）
- 北島忠之：矢島健一（日语：矢島健一） 飾

##### 第4集
- 野野村彰人：淺野和之（日语：浅野和之） 飾（香港配音：黃子敬）
- 野野村美佐子：川口圭子 飾
- 野野村雅也：笠原秀幸（日语：笠原秀幸） 飾（香港配音：黃啟昌）
- 夏木俊：西山潤（日语：西山潤） 飾
- 夏木達也：長棟嘉道 飾（香港配音：蘇強文）
- 夏木禮子：神野美紀 飾（香港配音：林元春）
- 河原崎司：澤畠流星（日语：澤畠流星） 飾

##### 第5集
- 坂口和夫： 鶴見辰吾 飾（香港配音：潘文柏）
- 坂口貴子：中原果南（日语：中原果南） 飾（香港配音：曾佩儀）

##### 第6集
- 濱岡由紀乃： 加藤貴子 飾（香港配音：蔡惠萍）
- 濱岡菜緒：柴田杏花 飾（香港配音：陳琴雲）
- 糸川公平：近江谷太朗（日语：近江谷太朗） 飾（香港配音：葉振聲）

醫療雜誌「Medical today」的編輯。為了選出「日本頂級外科醫師100人」而到堂上綜合病院採訪。

##### 第7集～完結篇
- 八代光太郎：澀谷武尊（日语：澁谷武尊） 飾（香港配音：蔡惠萍）
- 八代美佐：秋本祐希（日语：秋本祐希） 飾（香港配音：陸惠玲）
- 八代孝史：松尾諭 飾（香港配音：蘇強文）
- 高杉誠：水橋研二（日语：水橋研二） 飾（香港配音：馮錦堂）
- 高杉尚子：遊井亮子（日语：遊井亮子） 飾（香港配音：曾秀清）
- 高杉禮美：信太真妃（日语：信太真妃） 飾（香港配音：陳皓宜）
- 神山慎一：小林隆（日语：小林隆） 飾（香港配音：朱子聰）

#### 特別篇
- 雪村繪里子：奥貫薫（日语：奥貫薫） 飾（香港配音：陸惠玲）

末期癌症患者。
- 雪村謙一：眞島秀和 飾（香港配音：劉奕希）

繪里子的丈夫。
- 雪村遼：土師野隆之介（日语：土師野隆之介） 飾（第2季第8集）（香港配音：成瑤孆）

謙一與繪里子的兒子。
- 櫻井稔：永井大 飾（香港配音：鄧志堅）

堂上綜合醫院的入院患者。艾比斯法律事務所的律師。
- 青柳順平：升毅（日语：升毅） 飾（第3季第8集～完結篇）（香港配音：招世亮）

北海道某醫院的勤務醫師。相良大學時代的學長。
- 能勢裕之：河野洋一郎（日语：河野洋一郎） 飾（香港配音：盧國權）
- 戶倉充博：半海一晃（日语：半海一晃） 飾（香港配音：林國雄）

#### 第2季

##### 第1集
- 榊原美由紀：京野琴美（日语：京野ことみ） 飾（香港配音：鄭麗麗）

任職外商公司。
- 榊原直子：山口美也子（日语：山口美也子） 飾（香港配音：袁淑珍）

接受森山醫生主刀的腹腔鏡手術。
- 榊原晴彥：遠藤辰夫（日语：遠藤たつお） 飾（香港配音：朱子聰）
- 大島愛子：市山京香 飾
- 久保田一郎：村杉蟬之介（日语：村杉蝉之介） 飾（香港配音：李錦綸）

東京四葉銀行融資課行員。
- 大坪雅人：佐伯新（日语：佐伯新） 飾
- 小川昌廣：青山勝（日语：青山勝） 飾（第6、8集）（香港配音：招世亮）

##### 第2集
- 江里口加奈：大河內奈奈子（日语：大河内奈々子） 飾（香港配音：吳羨婷）

在懷孕第17周時，罹患後腹膜惡性腫瘤。
- 加奈的丈夫：近藤公園（日语：近藤公園） 飾（香港配音：劉奕希）
- 梅澤忠彥：中丸新將（日语：中丸新将） 飾（香港配音：招世亮）

梅澤忠彥法律事務所的律師。
- 小早川啓一：林泰文（日语：林泰文） 飾（香港配音：蔡德鈞）

堂上綜合醫院婦產科醫師。在江里口的手術中擔任相良的助手。

##### 第3集
- 皆川雅也：中川大志 飾（香港配音：林筠翔）

皆川的兒子。在路上被閃避貓咪的機車撞傷，緊急送醫治療。
- 磯部芳明：阿南健治（日语：阿南健治） 飾（香港配音：蕭徽勇）

接受森山食道動脈瘤的内視鏡手術後，原本病情穩定，之後卻因為腫瘤破裂出現大出血，一度命在旦夕。血型與森山一樣都是AB型Rh陰性。
- 田村雅人：矢嶋俊作（日语：矢嶋俊作） 飾

##### 第4集
- 鈴木龍之介： 笹野高史（日语：笹野高史） 飾（香港配音：黃子敬）

著名的小説家。本名鈴木二郎。
- 河合倫子： 大路恵美（日语：大路恵美） 飾（香港配音：劉惠雲）
- 河合源一郎：大出俊（日语：大出俊 (俳優)） 飾（香港配音：陳曙光）
- 河合靜：一柳留美（日语：一柳みる） 飾（香港配音：雷碧娜）
- 河合大輝：吉井一肇 飾（香港配音：陳灝瑋）
- 河合紗菜：奥田心 飾（香港配音：凌晞）
- 盛山卓郎：串間保 飾（香港配音：張方正）

北都大學醫院外科部長。知名歌舞伎演員藤村豆四郎的手術主治醫師。
- 藤村豆四郎：田窪一世（日语：田窪一世） 飾（香港配音：陳曙光）

##### 第5集
- 遠藤春夫：小宮孝泰（日语：小宮孝泰） 飾（香港配音：朱子聰）

##### 第6～7集
- 田代洋一：田山涼成（日语：田山涼成） 飾（香港配音：譚炳文）

因骨折而住院治療的患者。
- 田代秋枝：黑田福美（日语：黒田福美） 飾（香港配音：雷碧娜）
- 田代聰：篠田光亮（日语：篠田光亮） 飾
- 田代麻美：水崎綾女 飾（香港配音：羅孔柔）
- 下柳宏：木下政治（日语：木下政治） 飾（第6集）（香港配音：李錦綸）

堂上綜合病院整形外科醫師。田代的主治醫師。
- 畠山健介：少路勇介（日语：少路勇介） 飾（第7集）（香港配音：李震權）

麻美的男友。畢生志向是成為搞笑藝人。

##### 第8集
- 青井和己：山中聰（日语：山中聡） 飾（香港配音：周倚天）
- 青井涼子：安藤玉惠（日语：安藤玉恵） 飾（香港配音：鄭麗麗）
- 青井美優：三本采香 飾
- 藏本昌弘：石井洋祐（日语：石井洋祐） 飾（完結篇、新春特別篇2015）（香港配音：林保全（第2季）、林國雄（新春特別篇2015））
- 三島翔太：脇知弘（日语：脇知弘） 飾（完結篇、新春特別篇2015）（香港配音：陳卓智（第2季）、劉奕希（新春特別篇2015））
- 牧洋一郎：顏田顏彥（日语：顔田顔彦） 飾（完結篇、新春特別篇2015）（香港配音：梁偉德）
- 小野塚誠：村松利史（日语：村松利史） 飾（完結篇、新春特別篇2015）（香港配音：盧國權）

以上3人為住院患者。

##### 完結篇
- 大村奈加子：天久美智子（日语：あめくみちこ） 飾（香港配音：蔡惠萍）
- 大村清一：野添義弘（日语：野添義弘） 飾（香港配音：陳曙光）

#### 新春特別篇2015
- 妮娜：多岐川華子 飾（香港配音：林芷筠）
- 藏本薫：石濱美希 飾（香港配音：雷碧娜）
- 藏本真央：杉浦琴乃 飾

以上2人為藏本的家人。
- 大野幸夫：友部康志（日语：友部康志） 飾（香港配音：蕭徽勇）
- 小林友規：貝瀨智 飾（香港配音：陳耀楠）
- 小林勉：高桑滿（日语：高桑満） 飾（香港配音：馮志輝）
- 小林良子：清野佳津美 飾（香港配音：袁淑珍）

以上2人為小林的雙親。
- 搞笑團體「Doburock（日语：どぶろっく）」（森慎太郎、江口直人）：本人飾演（香港配音：麥皓豐、李錦綸）

情報節目主持人。
- P醫生：仲英（搞笑團體「流星（日语：流れ星 (お笑いコンビ)）」） 飾（香港配音：張裕東）

情報節目主持人。

#### 第3季

##### 第1集
- 平林芙美江：佐津川愛美（日语：佐津川愛美） 飾（香港配音：成瑤孆）

罕見疾病「肝血管肉腫瘤」患者。
- 平林昌幸：竹財輝之助 飾（香港配音：曹啟謙）

芙美江的丈夫。
- 田部兼造：中村靖日（日语：中村靖日） 飾（香港配音：麥皓豐）

眾議院議員。前厚生勞動省官員。

##### 第2集
- 平松啓輔：西岡德馬（日语：西岡德馬） 飾（香港配音：盧國權）

中學生時代與武藤為同學關係。因住院的關係得以與50年不見的武藤重逢。
- 武藤重之：志賀廣太郎（日语：志賀廣太郎） 飾（香港配音：林國雄）

平松中學時代的同學。

##### 第3集
- 堀口晴子：西田尚美 飾（香港配音：曾秀清）

15年前因事故切除左肺，之後又因後遺症入院治療。
- 堀口弘和：志村東吾（日语：志村東吾） 飾（香港配音：蘇強文）
- 堀口茜：松浦愛弓（日语：松浦愛弓） 飾（香港配音：羅孔柔）

以上2人為晴子的家人。

##### 第4集
- 李羊羊：小松和重（日语：小松和重） 飾（香港配音：蕭徽勇）

北京國際旅遊有限公司日本分公司總經理。
- 須田幹生：山本涼介 飾（香港配音：鍾見麟）

全大腸炎型潰瘍性大腸炎患者。
- 須田克也：井上康 飾（香港配音：陳欣）
- 須田雅子：越智静香（日语：越智静香） 飾（香港配音：曾秀清）

以上2人為幹生的雙親。
- 宮澤真人：須田邦裕（日语：須田邦裕） 飾（香港配音：李安邦）

東京醫療大學醫院消化器外科醫局員。相良的學弟。有意跳槽至其他醫院任職。

##### 第5集
- 小金澤春樹：柏原收史（日语：柏原收史） 飾（香港配音：梁偉德）

芳雄的兒子。倉木搬運的員工。
- 小金澤節子：梅澤昌代（日语：梅沢昌代） 飾（香港配音：蔡惠萍）

芳雄的妻子。
- 小金澤芳雄：市川勇（日语：市川勇） 飾（香港配音：黃子敬）

洗衣店的老闆。大腸直腸癌併發肝臟轉移患者。
- 浦啓一郎：木村靖司（日语：木村靖司） 飾（第8集～完結篇）（香港配音：潘文柏）

東京四葉銀行貸款部的員工，負責審核堂上綜合醫院提出的貸款申請。

##### 第6集
- 今井孝子：遠藤久美子 飾（香港配音：曾佩儀）

蕎麥店老闆的千金。會計事務所事務員。先天性膽道擴張症患者。
- 星野太郎：涉谷謙人（日语：渋谷謙人） 飾（香港配音：張裕東）

花店小開。小孝子6歲的兒時玩伴。
- 今井昌幸：諏訪部仁 飾（香港配音：林國雄）
- 今井由美江：大草理乙子 飾（香港配音：雷碧娜）

以上2人為孝子的雙親。
- 波多野博：針原滋 飾

因上腸間膜動脈瘤破裂導致的腹腔内出血緊急送醫治療的患者。
- 滿堂潤三郎：大和田伸也 飾（第7集～完結篇）（香港配音：張炳強）

滿潤會集團會長。
- 二宮敬次郎：堀部圭亮（日语：堀部圭亮） 飾（第7集～完結篇）（香港配音：蘇強文）

滿堂的秘書。

##### 第7集
- 安藤紀代子：丘光子（日语：丘みつ子） 飾（香港配音：蔡惠萍）

胃癌患者。
- 安藤要次：德秀樹 飾（香港配音：黃積權）
- 安藤睦月：笠木泉（日语：笠木泉） 飾（香港配音：曾秀清）
- 安藤啓太：藤本哉汰 飾（香港配音：羅孔柔）

以上3人為紀代子的家人。
- 中村安菜：木内舞留 飾（香港配音：成瑤孆）

段原負責的病人。國中生。
- 中村咲子：中野若葉 飾（香港配音：沈小蘭）

安菜的母親。
- 淵森拓郎：金井勇太（日语：金井勇太） 飾（第8集～完結篇）（香港配音：李震權）

患有「貝西氏症」的巴士乘客，受森山出手相助。
- 淵森波子：岡真由美（日语：岡まゆみ） 飾（第8集～完結篇）（香港配音：伍秀霞）

淵森拓郎的母親。

##### 第8集
- 久保浩子：阿知波悟美（日语：阿知波悟美） 飾（香港配音：雷碧娜）

布加綜合症患者。
- 久保功：伊藤正之（日语：伊藤正之） 飾（香港配音：林國雄）
- 久保凛子：鉢嶺杏奈（日语：鉢嶺杏奈） 飾（香港配音：成瑤孆）

以上2人為浩子的家人。
- 神宮寺忠彥：山本亨（日语：山本亨 (俳優)） 飾（香港配音：馮志輝）

東京醫療大學醫院心臓血管外科教授。
- 淵森秀一郎：高杉瑞穂（日语：高杉瑞穂） 飾（完結篇）（香港配音：陳耀楠）
- 淵森尊之：團時朗 飾（完結篇）（香港配音：盧國權）

以上2人為淵森拓郎的家人。

##### 完結篇
- 真鍋由理慧：櫻田日和 飾（香港配音：凌晞）

需要進行活體多米諾式肝移植手術的患者。
- 真鍋周平：鈴木健介（日语：鈴木健介） 飾（香港配音：陳欣）

由理慧的父親。活體多米諾式肝移植的肝臟供體者。
- 真鍋紗江子：田中廣子（日语：田中広子） 飾（香港配音：鄭麗麗）

由理慧的母親。
- 犬丸健也：山崎潤（日语：山崎潤） 飾（香港配音：黃啟昌）

北海道快榮醫院的醫生。

#### 新春特別篇2018
- 伴財日出彥：石橋蓮司 飾

帝樓會醫院院長暨關東醫院院長會會長。
- 猿渡圭介：手塚真 飾

自稱經營顧問的男子。與森山同為一拍即合的高爾夫球球友。向森山提出在醫院腹地裡增設溫泉及增設診療科的提案。喜愛爬蟲類，因在自宅飼養禁止引進的物種遭警方逮捕，最終被醫院解聘。
- 折原美都：鈴木梨央 飾

患有先天性膽道閉鎖症的少女，即將與父親進行活體肝臟移植手術。
- 折原克也：粟島瑞丸 飾

美都的父親。活體肝臟移植手術的捐肝者。
- 折原聰美：安藤聰海 飾

美都的母親。
- 小野寺圭吾：朝倉伸二 飾

關東醫院院長會成員。
- 小松川弘：高橋洋 飾

帝樓會醫院醫師。美都的主治醫師，之後卻拒絕進行手術。
- 沖伸一郎：中野剛 飾

關東醫院院長會成員。
- 大村完二：後藤康夫 飾

相良負責診治的患者。
- 葛城明美：水希友香 飾

俊樹的母親。
- 葛城俊樹：東拓海 飾

18歲高中生。自其他醫院轉診的潰瘍性大腸炎患者。
- 又野吉乃：田澤和惠 飾

因總膽管結石住院的患者，由佐佐井主治。
- 大野誠一：林正春 飾

因胃粘膜下腫瘤住院的患者，由段原主治。

#### 新春特別篇2021
- 乾丈太郎：野間口徹
- Angelo田中：飯尾和樹
- 花村明紗：高松咲希
- 花村治：加藤四朗
- 花村かつ江：勝倉惠子

#### 新春特別篇2023
- 皆川琴美：菅野美穗[1]
- 皆川翔太：小田將聖（少年忍者 / 小傑尼斯）[2]

## 製作團隊
- 編劇：福田靖
- 音樂：林友樹
- 導演：本橋圭太（日语：本橋圭太）、豬原達三（第一、二季）、樹下直美（第二、三季）、常廣丈太（第三季）
- 主題曲：
  - JUJU《Lullaby Of Birdland》（Sony Music Associated Records）（第一季、特別篇1）
  - B'z《烏托邦》（VERMILLION RECORDS）（第二季）
  - 可苦可樂《奇跡》（日本華納音樂）（新春特別篇2015、第三季）
- 醫學顧問：森田豊（日语：森田豊）
- 醫務指導：林恭弘、長谷川剛、水田耕一、平川輝治、内崎西作
- 醫療協助：加藤實、渡邊徹雄、小口恭介
- 護理指導：堀繪理香、上野真希、RFN
- 護理指導助理：上野真希
- 總製作人：黑田徹也（朝日電視）、三輪祐見子（朝日電視）（第三季）
- 製作人：三輪祐見子（朝日電視）（第一、二季）、及川博則（第一季、特別篇）、松野千鶴子、神馬由季（第三季）、岡美鶴（新春特別篇2018）
- 製作協力：As Birds（日语：アズバーズ）
- 製作出品：朝日電視台

## 集數列表、播出日期、收視率

### 第一季（2011年）
| 集數                                               | 播出日期       | 中文標題                                          | 日文原名 | 導演     | 收視率 | 備註       |
| -------------------------------------------------- | -------------- | ------------------------------------------------- | -------- | -------- | ------ | ---------- |
| 1                                                  | 2011年10月27日 | 價值3500萬的午夜手術                              |          | 本橋圭太 | 13.7%  |            |
| 2                                                  | 2011年11月3日  | 夜間急救多賺3倍喲！                               |          | 本橋圭太 | 14.4%  |            |
| 3                                                  | 2011年11月10日 | 百萬人中的一人！手術大成功，名氣響叮噹            |          | 猪原達三 | 15.7%  |            |
| 4                                                  | 2011年11月17日 | 無家可歸患者的手術費，誰來付？                    |          | 猪原達三 | 11.6%  |            |
| 5                                                  | 2011年11月24日 | 窮途末路！護士們的反抗                            |          | 本橋圭太 | 14.3%  |            |
| 6                                                  | 2011年12月1日  | 希望能成為100位超級外科醫師的其中之一！           |          | 本橋圭太 | 14.3%  |            |
| 7                                                  | 2011年12月8日  | 僅剩1年生命…癌症擊垮外科醫師                      |          | 猪原達三 | 15.0%  |            |
| 大結局                                             | 2011年12月15日 | 攸關於500克小生命的11個小時超級手術，現在開始！！ |          | 猪原達三 | 18.5%  | 延長15分鐘 |
| 平均收視率 14.8%（由Video Research於關東地區調查） |                |                                                   |          |          |        |            |

### 特別篇（2013年）
| 播出日期                             | 中文標題 | 日文原名 | 導演     | 收視率 |
| ------------------------------------ | --- | -------- | -------- | ------ |
| 2013年6月1日                         | 今晚復活！！為了患者不擇手段的超級醫師回來了！！ 被大學醫院見死不救的病人僅餘180日壽命…史上最強勁敵登場，醫院迎向倒閉危機！ |          | 本橋圭太 | 14.7%  |
| 收視率由Video Research於關東地區調查 | |          |          |        |

### 第二季（2013年）
| 集數                                               | 播出日期      | 中文標題                                   | 日文原名 | 導演     | 收視率 | 備註       |
| -------------------------------------------------- | ------------- | ------------------------------------------ | -------- | -------- | ------ | ---------- |
| 1                                                  | 2013年7月11日 | 極為神秘的2億元手術！？最強決戰今晚開始    |          | 本橋圭太 | 19.6%  | 延長15分鐘 |
| 2                                                  | 2013年7月18日 | 母子能夠平安嗎？超級手術開始！！           |          | 本橋圭太 | 16.6%  |            |
| 3                                                  | 2013年7月25日 | 2000人中只有1人！？病危兒子的緊急手術！！  |          | 本橋圭太 | 16.8%  |            |
| 4                                                  | 2013年8月1日  | 衝擊的告白！！暢銷書作家緊急住院           |          | 豬原達三 | 15.7%  |            |
| 5                                                  | 2013年8月8日  | 政變今晚開始！！                           |          | 豬原達三 | 18.8%  |            |
| 6                                                  | 2013年8月15日 | 下一個目標是！？拒絕動手術的患者之謎       |          | 本橋圭太 | 15.9%  |            |
| 7                                                  | 2013年8月22日 | 派系崩潰！！挽救僅有半年生命的病人的必殺技 |          | 樹下直美 | 18.5%  |            |
| 8                                                  | 2013年8月29日 | 決戰的前一夜！！無法輸血！？新團隊的挑戰   |          | 本橋圭太 | 20.0%  |            |
| 大結局                                             | 2013年9月5日  | 前所未聞的聯合手術！！這是最強決戰！！     |          | 本橋圭太 | 21.7%  | 延長15分鐘 |
| 平均收視率 18.3%（由Video Research於關東地區調查） |               |                                            |          |          |        |            |

### 新春特別篇（2015年）
| 播出日期                             | 中文標題 | 日文原名 | 導演     | 收視率 |
| ------------------------------------ | --- | -------- | -------- | ------ |
| 2015年1月4日                         | 為了患者不擇手段的超級醫師回來了！！恩人得了胰腺癌！！ 度過艱難手術的密技為何！？爆瘦14公斤的醫師以自己去留與否為賭注的決鬥在今夜開始 |          | 本橋圭太 | 12.5%  |
| 收視率由Video Research於關東地區調查 | |          |          |        |

### 第三季（2015年）
| 集數                                               | 播出日期      | 中文標題                                                 | 日文原名 | 導演     | 收視率 | 備註       |
| -------------------------------------------------- | ------------- | -------------------------------------------------------- | -------- | -------- | ------ | ---------- |
| 1                                                  | 2015年1月6日  | 完全復活！！體外切除20公分的巨大腫瘤！？全新決戰正式開始 |          | 本橋圭太 | 14.6%  | 延長15分鐘 |
| 2                                                  | 2015年1月15日 | 麻煩的事情持續發生！！臨死之前說出的…50年來的真相！！    |          | 常廣丈太 | 14.6%  |            |
| 3                                                  | 2015年1月22日 | 醫師魯莽的說出真相 攸關勝負的48小時！！                  |          | 樹下直美 | 14.4%  |            |
| 4                                                  | 2015年1月29日 | 一擊逆轉的（秘密）手術，以進軍世界為目標的17歲（高中生） |          | 本橋圭太 | 13.3%  |            |
| 5                                                  | 2015年2月5日  | 被疾病打敗的醫師！！父子共同合作的終極手術               |          | 常廣丈太 | 16.9%  |            |
| 6                                                  | 2015年2月12日 | 強敵登場！！同時進行2名患者的緊急手術！！                |          | 樹下直美 | 14.3%  |            |
| 7                                                  | 2015年2月19日 | 最大的失算！！50億圓的緊急手術！！                       |          | 本橋圭太 | 12.5%  |            |
| 8                                                  | 2015年2月26日 | 最後大逆轉！！心跳停止！？50萬分之一的病                 |          | 常廣丈太 | 13.2%  |            |
| 大結局                                             | 2015年3月5日  | 命運的最後手術！！超級難關！！三名患者同時接力移植開始   |          | 常廣丈太 | 15.3%  |            |
| 平均收視率 14.4%（由Video Research於關東地區調查） |               |                                                          |          |          |        |            |

### 新春特別篇（2018年）
| 播出日期                             | 副標題 | 導演     | 收視率 |
| ------------------------------------ | ------ | -------- | ------ |
| 2018年1月4日                         |        | 本橋圭太 | 12.9%  |
| 收視率由Video Research於關東地區調查 |        |          |        |

### 新春特別篇（2021年）
| 播出日期                             | 副標題 | 導演     | 收視率 |
| ------------------------------------ | ------ | -------- | ------ |
| 2015年1月4日                         |        | 本橋圭太 | 12.4%  |
| 收視率由Video Research於關東地區調查 |        |          |        |

### 新春特別篇（2023年）
| 播出日期                             | 副標題 | 導演     | 收視率 |
| ------------------------------------ | ------ | -------- | ------ |
| 2023年1月3日                         |        | 本橋圭太 |        |
| 收視率由Video Research於關東地區調查 |        |          |        |

## 外部連結
- 第一季
  - DOCTORS 最強の名医－朝日電視台（日語）
  -  （页面存档备份，存于）－緯來日本台（繁體中文）
- 特別篇
  - ドラマスペシャル DOCTORS 最強の名医－朝日電視台（日語）
  -  （页面存档备份，存于）－無綫電視（繁體中文）
- 第二季
  - DOCTORS2 最強の名医－朝日電視台（日語）
  -  （页面存档备份，存于）－緯來日本台（繁體中文）
  -  （页面存档备份，存于）－無綫電視（繁體中文）
- 第三季
  - DOCTORS3 最強の名医－朝日電視台（日語）
  -  （页面存档备份，存于）－緯來日本台（繁體中文）
  -  （页面存档备份，存于）－緯來日本台（繁體中文）
  -  （页面存档备份，存于）－無綫電視（繁體中文）
  - DOCTORS3 最強の名医的X（前Twitter）
- 新春特別篇2018
  - DOCTORS 最強の名医 新春マスペシャル （页面存档备份，存于）－朝日電視台（日語）
  - 最強名醫 特別篇2018－WAKUWAKU JAPAN（繁體中文）
- 新春特別篇2021
  - DOCTORS 最強の名医 新春マスペシャル （页面存档备份，存于）－朝日電視台（日語）
- 新春特別篇2023
  - DOCTORS 最強の名医 新春マスペシャル （页面存档备份，存于）

## 節目的變遷
| 日本 朝日電視台 朝日電視台週四晚間九點連續劇 | 日本 朝日電視台 朝日電視台週四晚間九點連續劇     | 日本 朝日電視台 朝日電視台週四晚間九點連續劇 |
| -------------------------------------------- | ------------------------------------------------ | -------------------------------------------- |
|                                              | DOCTORS〜最強名醫〜 （2011年10月27日－12月15日） |                                              |
| 太陽會再升起 （2011年7月21日－9月15日）      | 神聖怪物們 （2012年1月19日－3月8日）             |                                              |
| （2013年4月18日－6月13日）                   | DOCTORS2〜最強名醫〜 （2013年7月11日－9月5日）   | （2013年10月17日－12月19日）                 |
| （2014年10月16日－12月18日）                 | DOCTORS3〜最強名醫〜 （2015年1月8日－3月5日）    | （2015年4月16日－6月18日）                   |

| 臺灣 緯來日本台 週一至週五 22:00-23:00 | 臺灣 緯來日本台 週一至週五 22:00-23:00 | 臺灣 緯來日本台 週一至週五 22:00-23:00 |
| -------------------------------------- | -------------------------------------- | -------------------------------------- |
|                                        | （2012年4月12日－4月23日）             |                                        |
| （2012年2月14日－4月11日）             | （2012年4月24日－5月7日）              |                                        |
| （2013年10月22日－11月4日）            | （2013年11月5日－11月15日）            | （2013年11月18日－11月25日）           |
| （2015年4月17日－5月1日）              | （2015年5月4日－5月14日）              | （2015年5月15日－5月21日）             |
| 星期六 22:00-23:00                     |                                        |                                        |
| （2015年2月14日－3月28日）             | （2015年4月4日）                       | （2015年4月25日－6月27日）             |

| 香港 無綫劇集台 星期六 15:00 - 17:00 及 21:00 - 23:00（每次播映兩集） | 香港 無綫劇集台 星期六 15:00 - 17:00 及 21:00 - 23:00（每次播映兩集） | 香港 無綫劇集台 星期六 15:00 - 17:00 及 21:00 - 23:00（每次播映兩集） |
| --- | --------------------------------------------------------------------- | --------------------------------------------------------------------- |
| | （2012.05.19 - 2012.06.09）                                           |                                                                       |
| （2012.05.05 - 2012.05.12） | 新娘的爸爸 （2012.06.16）                                             |                                                                       |
| 香港 無綫網絡電視煲劇1台 星期日 14:00 - 16:00 及 20:30 - 22:30 · 2月2日起 14:00 - 16:00 及 21:00 - 23:00（每次播映兩集） · 2月16日 14:00 - 15:00 及 21:00 - 22:00（只播映一集） |                                                                       |                                                                       |
| （2013.12.01 - 2014.01.05） | （2014.01.12） （2014.01.19 - 2014.02.16）                            | （2014.02.16 - 2014.03.23）                                           |
| 香港 無綫網絡電視TVB日劇台 星期日 15:30 - 17:25、19:30 - 21:30及23:30 - 01:30 · 6月14日 15:30 - 16:30、19:30 - 20:30及23:30 - 00:30（只播映一集）                               |                                                                       |                                                                       |
| （2015.04.05 - 2015.05.03） | 最強名醫2特別篇 （2015.05.10） 最強醫3 （2015.05.17 - 2015.06.14）      | （2015.06.21）                                                        |
| 香港 myTV SUPER 日劇台 星期四 13:30 - 15:30、16:30 - 18:30、19:30 - 21:30及22:30 - 00:30                                                                                        |                                                                       |                                                                       |
| 孤獨的美食家瀨戶內出差篇 （2018.03.22） | 最強名醫3特別篇 （2018.03.29）                                          | 天才的妻子 （2018.04.05）                                             |
| 香港 無綫電視高清翡翠台 星期六 23:50-00:50 · 8月17日及24日 00:05-01:05 · 9月14日 00:05-01:20                                                                                    |                                                                       |                                                                       |
| （2013.04.20） 血色草莓夜 （2013.04.27 - 2013.07.20） | （2013.07.27 - 2013.09.14）                                           | （2013.09.21）                                                        |
| 星期六 00:05-01:05 10月18日 00:05-02:25 10月25日及12月27日 00:05-01:20 12月6日 暫停播映                                                                                         |                                                                       |                                                                       |
| （第二季）（第11-20集） （2014.08.02 - 2014.10.11） （23:50-00:45）（第1-11集） （2014.08.03 - 2014.10.12） （00:45-02:15）                                                     | （2014.10.18） （2014.10.25 - 2014.12.27）                            | （第1-8集） （2015.01.03 - 2015.02.14）                               |
| 香港 無綫電視J2 星期二至六 00:55 - 01:55 · 8月2日 00:55 - 02:05 · 8月5日起 01:05 - 02:05 · 8月12日 01:05 - 02:20                                                                |                                                                       |                                                                       |
| 女醫神Doctor X 3 （2017.07.18 - 2017.08.01） | 最強醫3 （2017.08.02 - 2017.08.12）                                   | 雙面醫生 （2017.08.15 - 2017.08.26）                                  |

| 臺灣 龍華影劇台 週六、日 22:00-24:00 · 8月24日及9月7日 22:00-23:00                             | 臺灣 龍華影劇台 週六、日 22:00-24:00 · 8月24日及9月7日 22:00-23:00                                 | 臺灣 龍華影劇台 週六、日 22:00-24:00 · 8月24日及9月7日 22:00-23:00 |
| ---------------------------------------------------------------------------------------------- | -------------------------------------------------------------------------------------------------- | ------------------------------------------------------------------ |
|                                                                                                | 最強名醫 （2013年8月24日－9月7日）                                                                 |                                                                    |
| （2013年8月10日－8月24日）                                                                     | （2013年9月7日－10月12日）                                                                         |                                                                    |
| 週六、日 22:00-24:00 4月20日及5月4日 22:30-23:30 4月26日及27日 22:30-24:30 5月24日 22:00-23:00 | |                                                                    |
| -警視廳失蹤人搜查課- （2014年4月5日－4月19日）                                                 | 最強名醫（特別篇） （2014年4月19日） 最強名醫 （2014年4月20日－5月4日） （2014年5月10日－5月24日） | （2014年5月24日－6月21日）                                         |

| WakuWaku Japan 週三至週五 22:00-23:00   | WakuWaku Japan 週三至週五 22:00-23:00 | WakuWaku Japan 週三至週五 22:00-23:00 |
| --------------------------------------- | ------------------------------------- | ------------------------------------- |
|                                         | （2017年4月5日 - 5月12日）            |                                       |
| （2017年2月27日 - 4月3日） (週一至週五) | （2017年5月17日 - ）                  |                                       |